# Andrzej Kubica (biathlonista)
Andrzej Kubica (ur. 18 czerwca 1983) – polski biathlonista. Brązowy medalista mistrzostw Europy juniorów w biathlonie letnim w sztafecie z 2001. Medalista mistrzostw Polski.
Pochodzący z Wodzisławia Śląskiego Andrzej Kubica był zawodnikiem Dynamitu Chorzów. W późniejszym etapie kariery opuścił Dynamit ze względu na problemy finansowe klubu i przeniósł się najpierw do BKS-u WP Kościelisko, a później do Strzału Wodzisław Śląski. Najlepsze wyniki osiągał w biathlonie letnim. W tej odmianie stawał na podium Ogólnopolskiej Olimpiady Młodzieży, a także rywalizował na arenie międzynarodowej. Największy sukces odniósł w 2001 w Iżewsku, gdzie zdobył brązowe medale mistrzostw Europy juniorów w biathlonie letnim w sztafecie (wspólnie z Łukaszem Matyskiem i Radosławem Szwade). W tym samym roku startował też w mistrzostwach świata juniorów w biathlonie letnim, zajmując 6. miejsce w sztafecie.
W zimowym biathlonie w 2002 brał udział w mistrzostwach Europy juniorów w Kontiolahti, zajmując 29. pozycję w biegu indywidualnym. W 2006 wystartował w mistrzostwach świata wojskowych, plasując się na 64. lokacie w sprincie. W 2006, wraz z pierwszym zespołem klubu BKS WP Kościelisko, zdobył srebrny medal mistrzostw Polski w biathlonie w sztafecie mężczyzn.

## Osiągnięcia

### Mistrzostwa Europy juniorów
| Rok  | Miejscowość | Konkurencje | Konkurencje | Konkurencje | Konkurencje | Konkurencje | Konkurencje | Konkurencje |
| Rok  | Miejscowość | IN          | SP          | PU          | MS          | RL          | MR          | SR          |
| ---- | ----------- | ----------- | ----------- | ----------- | ----------- | ----------- | ----------- | ----------- |
| 2002 | Kontiolahti | 29.         | –           | –           | nd.         | –           | nd.         | –           |